# سيف الثاني بن سلطان اليعربي
سيف بن سلطان الثاني (حوالي 1706 - 1743) كان سادس سلاطين اليعاربة من أئمة عمان، وهو عضو في الطائفة الإباضية الإسلامية. شغل منصب الإمام أربع مرات خلال فترة فوضى الحرب الأهلية.
ورث سيف بن سلطان الثاني قيادة البلاد وهو طفل، لكن أُبعد لصالح شقيقه. عُزل شقيقه، وأُعلن سيف إمامًا مرة أخرى، على الرغم من أن السلطة كانت في أيدي الوصي الذي أعلن نفسه إمامًا فيما بعد. عُزل الوصي، وأُعلن سيف إمامًا مرة أخرى، وبعد حرب أهلية عُزل مرة أخرى في عام 1724. واستمر القتال، وفي عام 1728 أصبح سيف إمامًا للمرة الرابعة والأخيرة. اضطر إلى تقاسم السلطة مع إمام منافس كان يسيطر على الداخل. نشبت حرب أهلية أدت إلى تقسيم البلاد. طلب سيف بن سلطان الثاني المساعدة من بلاد فارس مرتين. في المرة الأولى ساعده الفُرس وأحدثوا دمارًا كبيرًا في سبيل ذلك. وفي المرة الثانية التي شرعوا فيها في الدخول إلى البلاد لمساعدة السلطان؛ عُزل سيف بن سلطان الثاني في عام 1742 وتوفي في عام 1743، فلم يحدث.

## الحُكم الصوري

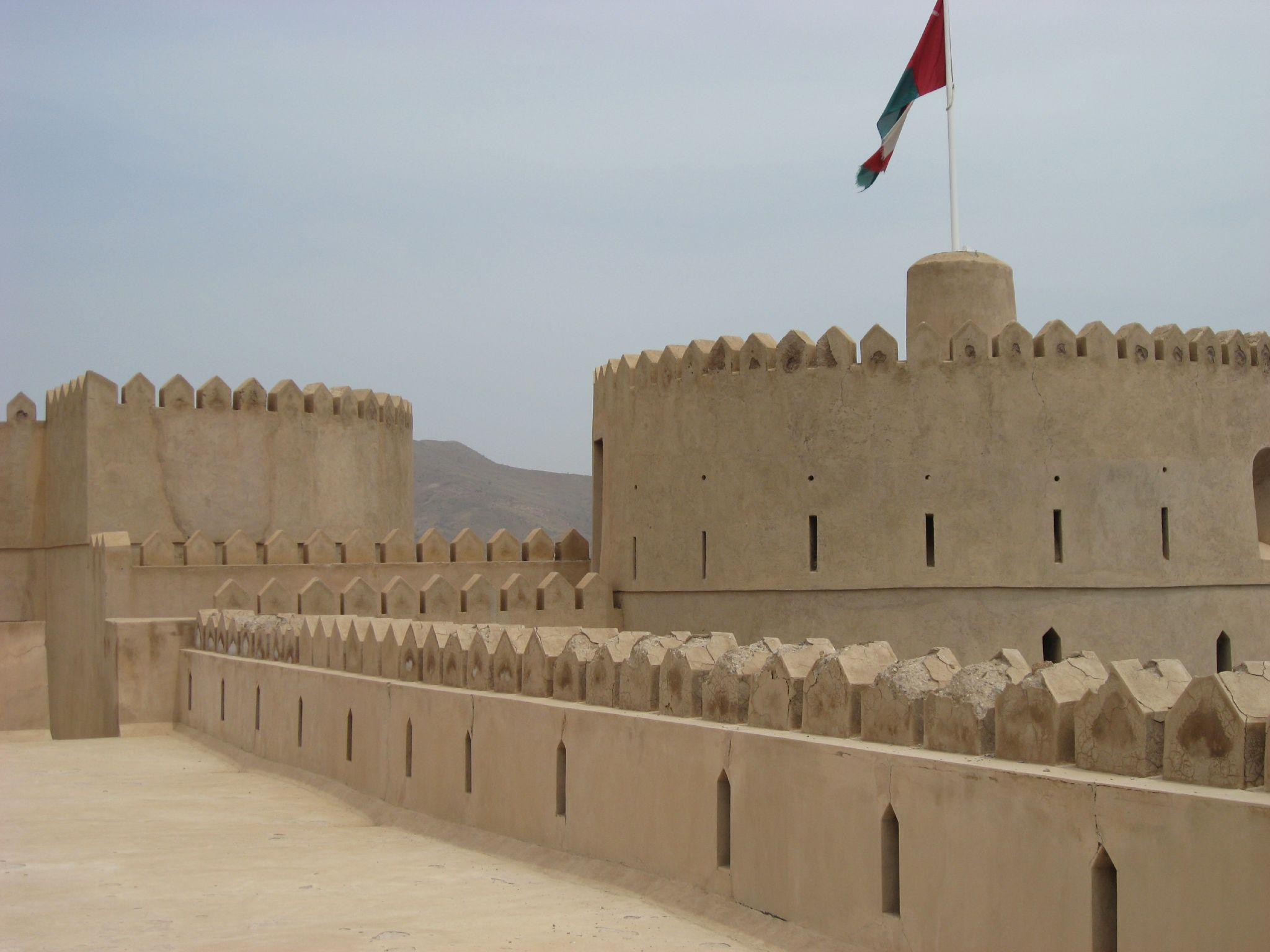
حصن الرستاق الذي استخدمه سيف بن سلطان الثاني كقاعدة له

كان سيف بن سلطان الثاني في الثانية عشرة من عمره تقريبًا عندما توفي والده الإمام سلطان بن سيف الثاني في عام 1718. وعلى الرغم من أنه عُين خليفة وكان يتمتع بشعبية بين الناس، إلا أن العلماء قرروا أنه كان صغيرًا جدًا لتولي المنصب وفضلوا عمه الأكبر مهنا بن سلطان. في عام 1719م جُلب مهنا بن سلطان إلى حصن الرستاق سرًّا وأُعلن إمامًا. كان مهنا غير محبوب، وفي عام 1720 عُزل على يد ابن عمه يعرب بن بلعرب الذي أعدمه بعد ذلك. أعاد يعرب بن بلعرب سيف بن سلطان الثاني إلى الإمامة وأعلن نفسه وليًّا عليه. وفي أيار 1722 اتخذ يعرب الخطوة التالية وأعلن نفسه إمامًا. وقد أدى ذلك إلى اندلاع انتفاضة قادها بلعرب بن ناصر، أحد أقارب الإمام المخلوع عن طريق الزواج. في عام 1723 عُزل يعرب بن بلعرب وأصبح بلعرب بن ناصر الوصي.
وبعد فترة وجيزة، قاد محمد بن ناصر الغافري قبائله النزارية في ثورة. وعارضه فصيل بقيادة خلف بن مبارك من قبيلة بني هينا، ولذلك يطلق عليهم اسم الهناوية. وقد اكتسب محمد بن ناصر الغافري اليد العليا، وأسر سيف بن سلطان الثاني وعمه بلعرب. انتخب محمد بن ناصر إمامًا في تشرين الأول 1724 م. وأثار منافسه خلف بن المبارك المشاكل بين القبائل الشمالية. وفي اشتباك وقع في صحار عام 1728 قُتل كل من خلف بن مبارك ومحمد بن ناصر. اعترفت حامية صحار بسيف بن سلطان الثاني إمامًا، وأعيد تنصيبه في نزوى.

## الحُكم المُنقسم

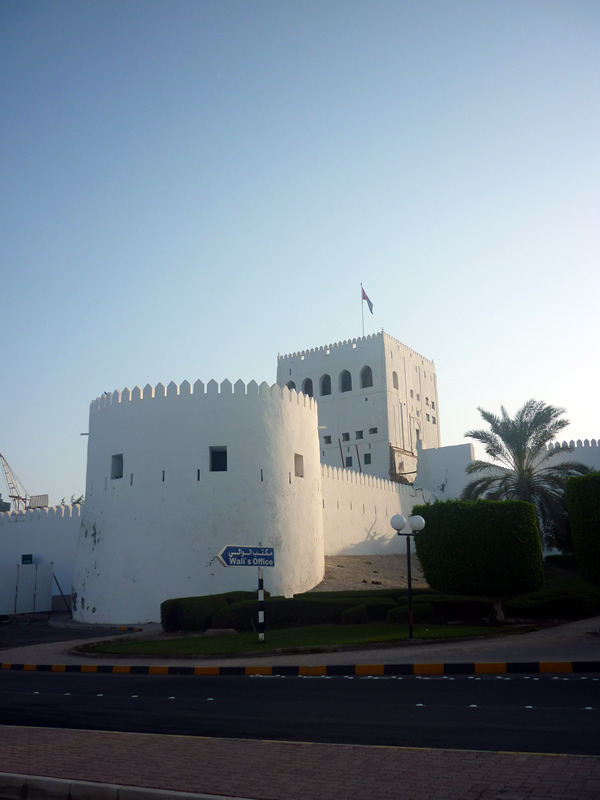
حصن صحار

وبعد فترة وجيزة من تنصيب سيف بن سلطان الثاني، انتخب بعض سكان الظاهرة ابن عم سيف، بلعرب بن حمير، إمامًا. منذ ذلك الوقت انقسمت البلاد بين الفصيلين الغافري (السني ) والحنوي (الإباضي). بعد الاشتباكات المبكرة، بقي الأئمة المتنافسون مسلحين ولكنهم تجنبوا الأعمال العدائية لعدة سنوات. سيطر بلعرب على معظم المناطق الداخلية، واكتسب تدريجيًّا السيادة على الأرض. كان سيف يحظى بدعم بني هينا وعدد قليل من القبائل المتحالفة معه، لكنه كان يمتلك البحرية والموانئ البحرية الرئيسة في مسقط وبرقة وصحار. تبنى سيف أسلوب حياة باذخ في مسكنه في ولاية الرستاق، ونشأ عاشقًا للنبيذ الشيرازي [الإنجليزية].
ومع تضاؤل قوته، طلب سيف بن سلطان الثاني في النهاية المساعدة ضد منافسه من نادر شاه ملك بلاد فارس. وصلت قوة فارسية في آذار 1737 م. انضم سيف بن سلطان إلى الفرس. وساروا إلى الظاهرة، فالتقوا ببلعرب بن حمير، فانهزموا. تقدم الفرس عبر المناطق الداخلية، واستولوا على المدن واحدةً تلو الأخرى. ثم عادوا إلى بلاد فارس، حاملين معهم الغنائم. وبعد ذلك ببضع سنوات أصبح سيف بن سلطان الثاني حاكمًا بلا منازع، لكنه استمر في حياته المنغمسة في الذات، الأمر الذي أدى إلى تحول القبائل ضده.

## الترسيب والوفاة
في شباط 1742، أُعلن عضو آخر من عائلة اليعاربة إمامًا، وهو سلطان بن مرشد. نُصب سلطان بن مرشد في ولاية نخل وبدأ في مطاردة سيف بن سلطان، الذي ناشد الفرس مرة أخرى طلبًا للمساعدة ووعدهم بالتنازل عن صحار لهم. وصلت بعثة فارسية إلى جلفار حوالي تشرين الأول 1742. حاصروا صحار وأرسلوا قوات إلى مسقط، لكنهم لم يتمكنوا من الاستيلاء على أي من المكانين. في عام 1743، استحوذ الفُرس على حصن الجلالي وحصن الميراني، اللذين كانا يحرسان ميناء مسقط.  توفي بعد فترة وجيزة.
أُصيب الإمام سلطان بن مرشد بجروح قاتلة تحت أسوار صحار في منتصف عام 1743م. فانتخب بلعرب بن حمير إمامًا مكانه. في عام 1744، اُنتخب أحمد بن سعيد البوسعيدي، حاكم حامية صحار، كإمام منافس، مؤسسًا السلالة التي لا تزال تحكم عُمان. وفي عام 1747 نجح في تدمير آخر قوة فارسية في عُمان. أصبح أحمد بن سعيد الحاكم بلا منازع لعمان عندما توفي بلعرب بن حمير في عام 1749.